# Диборид осмия
Диборид осмия — бинарное неорганическое соединение
осмия и бора
с формулой OsB2,
кристаллы.

## Получение
- Сплавление стехиометрических количеств чистых веществ:

{\displaystyle {\mathsf {Os+2B\ {\xrightarrow {2230^{o}C}}\ OsB_{2}}}}

## Физические свойства
Диборид осмия образует кристаллы
ромбической сингонии,
пространственная группа P mmn,
параметры ячейки a = 0,46832 нм, b = 0,28717 нм, c = 0,40761 нм, Z = 2
.